# 山崎義徳
山崎 義徳（やまざき よしのり）は、江戸時代中期の交代寄合表向御礼衆。備中国成羽領8代領主。

## 生涯
明和6年（1769年）6月23日 、備中国成羽領5代領主山崎義俊の四男として成羽で生まれる。母は義俊の側室。正室は豊後国日出藩10代藩主木下俊胤の娘。この婚姻関係により日出藩11代藩主木下俊懋、越後村松藩7代藩主堀直方らと義兄弟の関係となった。また、父方の従弟に豊後国森藩8代藩主久留島通嘉がいる。なお、木下家と山崎家は遠縁に当たる。木下俊胤の岳父木下俊泰の妹が、義徳の祖父に当たる森藩5代藩主久留島光通の正室であり、祖母に当たる。木下家とは縁が深く、木下勝俊の娘智光院が山崎家の祖山崎家治の継室として嫁ぎ、成羽領初代領主山崎豊治が出生している。
天明元年（1781年）7月26日、次兄義苗が急逝したことに伴い、同年9月11日に成羽領5,000石の家督を相続した。天明8年（1788年）9月1日、徳川家斉に拝謁。続けて寛政元年（1789年）6月21日、幕府の許可を得て成羽へのお国入りを果たす。領主在任中は輪王寺日光門主の上京の付添を命じられるなど、幕府御用を勤めている。文化10年（1813年）12月20日、江戸にて死去した。享年は45歳。長男義尊は早世していたため、次男義高が家督である成羽領5,000石を相続した。

## 系譜
- 実父：山崎義俊（備中国成羽領5代領主）
- 嫡母：筑前国秋月藩5代藩主黒田長邦の娘・此子
- 正室：豊後国日出藩10代藩主木下俊胤の娘
  - 長女：大和国田原本領8代領主・交代寄合旗本平野長興正室[3]
  - 長男：植松（早世）
  - 次男：山崎義尊（1795-1810）※家督相続前に死去
  - 次女：伊豆韮山代官江川英虎正室（江川英龍の実兄）のち離縁。その後、高家旗本横瀬貞征の正室
  - 三女：旗本中根敬一郎正室のち離縁。その後、旗本（御側御用取次）岡野知英正室[4]
  - 三男：山崎義高（1801-1819） －備中国成羽領9代領主
  - 四男：山崎義柄（1805-1827） －備中国成羽領10代領主
  - 四女：早世
- 生母不明の子女
  - 五男：近富　ー家臣田中近昌養子